# Volborg
Volborg é uma comunidade não incorporada, situada no Condado de Custer, estado de Montana, nos Estados Unidos. Fica localizada a cerca de 66 quilómetros de Milles City, a sede do condado. A localizada possui uma estação de correios com o código zip 59351,uma loja e vários edifícios.
Em 2014, a localidade de Volborg tinha 141 habitantes, tendo-se registado um aumento populacional de 143 % em relação a 2000.